# 湖畔站 (日本)

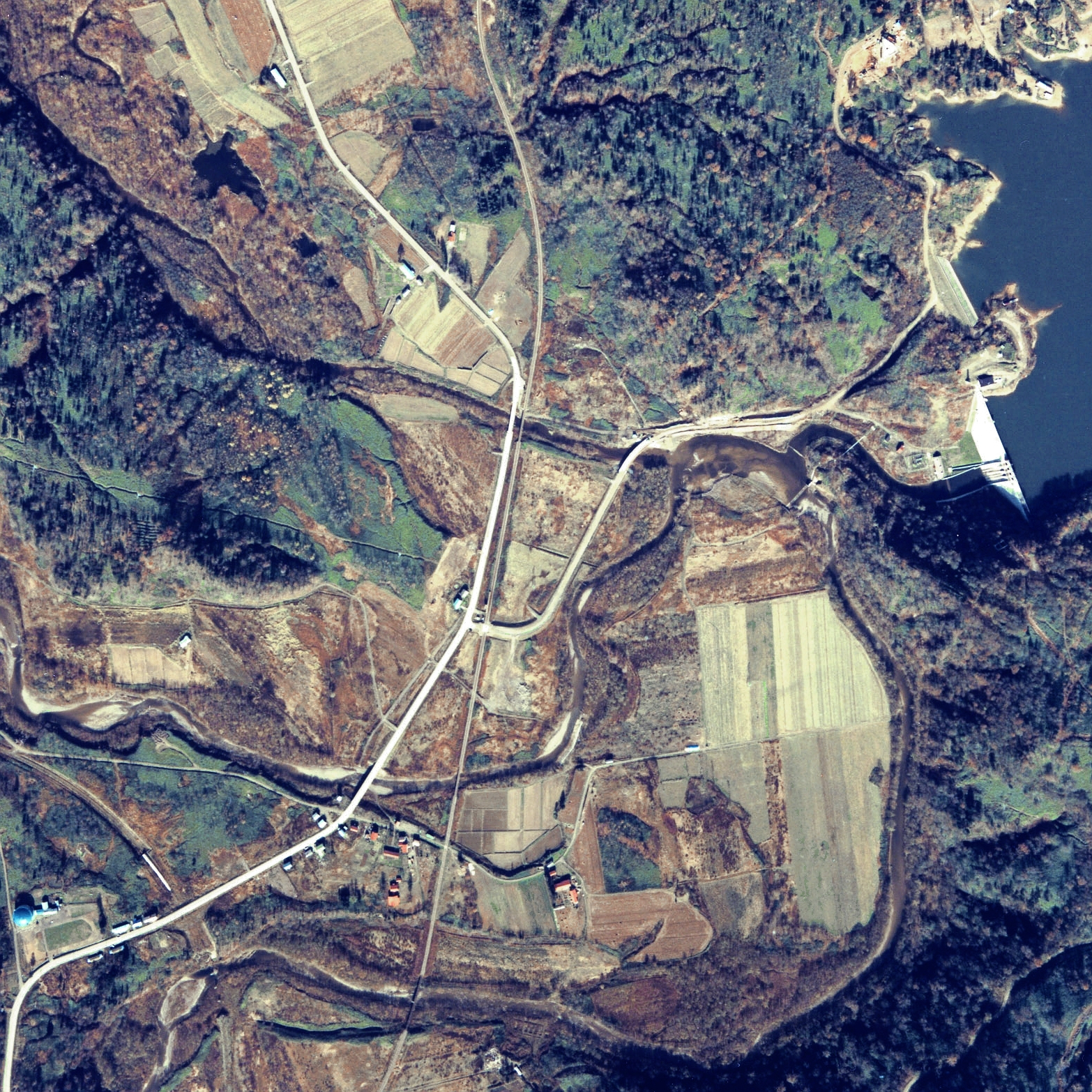
1977年的湖畔站與方圓約1.5公里範圍。上方為名寄方向。圖中右上方前往雨龍第一水壩道路的平交道附近設有月台。左下方設有未成線名羽線的路基和宇津內川橋腳。

湖畔站（日语：／ Kohan eki */?）是位於北海道雨龍郡幌加內町字朱鞠內，北海道旅客鐵道（JR北海道）的深名線車站（廢站）。隨著深名線廢線，車站在1995年（平成7年）9月4日廢除。

## 歷史
- 1956年（昭和31年）5月1日 - 日本國有鐵道深名線湖畔臨時乘降場（局（日语：鉄道管理局）設定）啟用[1]。
- 1987年（昭和62年）4月1日 - 伴隨國鐵分割民營化，車站由北海道旅客鐵道（JR北海道）營運。同時升級至車站，名為湖畔站。
- 1990年（平成2年）3月10日 - 設定營業距離。
- 1995年（平成7年）9月4日 - 深名線全線廢除，此站也廢除[1]。

## 站名的由來
車站名稱取自朱鞠內湖的湖畔。但是，車站距離湖畔大約2公里（步行約30分鐘）。

## 車站構造
截至車站廢除前，車站是一座地面車站，設有1面1線的單式月台。月台位於路軌西邊（名寄方向的列車會開啟左邊車門）。站內沒有轉轍器。
此站是無人車站，沒有車站大樓，月台南邊設有出入口與候車室。候車室牆身展示了朱鞠內湖的圖畫，寫上了「歡迎 道立自然公園朱鞠內湖」。月台靠近深川一方（南邊）設有斜道。

## 使用狀況
- 在1992年度（平成4年度），1日的上下車人次為0人[2]。

## 車站周邊
- 國道275號（美深國道）
- 北海道道528號蕗之台朱鞠內停車場線
- 朱鞠內湖（日语：朱鞠内湖）（雨龍第1水壩（日语：雨竜第1ダム））
- 雨龍川[3]
- 親睦之家小圓
- JR北海道巴士深名線（日语：深名線 (ジェイ・アール北海道バス)）「三股」巴士站

## 現況
截至2000年（平成12年），車站遺址還可被辨認。截至2010年（平成22年），車站遺址和路軌遺址還可被確認。2010年（平成22年）也是同樣，而車站遺址變成荒野。現時車站遺址變成巴士站與回轉處。

## 相鄰車站
北海道旅客鐵道（JR北海道）
深名線
朱鞠內－湖畔－北母子里
曾經此站與北母子里站之間曾經設有蕗之台站和白樺站（均在1990年（平成2年）3月10日廢除）。同時，此站（當時為臨時乘降場）和蕗之台站之間曾經設有宇津內臨時乘降場（在1956年（昭和31年）11月19日後廢除）。

## 注腳
1. 1 2 3  太田幸夫.  1. 札幌市: 富士コンテム. 2004-02-29: 194. ISBN 4-89391-549-5 （日语）.
2. 1 2 3 4 5  書籍《JR・私鉄全線各駅停車1 北海道630駅》（小學館，1993年6月發行）77頁。
3. ↑  書籍《北海道道路地図 改訂版》（地勢堂，1980年3月發行）15頁。
4. ↑  書籍《鉄道廃線跡を歩くVII》（JTB出版，2000年1月發行）36-37頁。
5. ↑  書籍《新 鉄道廃線跡を歩く1 北海道・北東北編》（JTB出版，2010年4月發行）42-43頁。
6. ↑  書籍《北海道の鉄道廃線跡》（著：本久公洋，北海道新聞社，2011年9月發行）179-180頁。